# Effets écologiques de la biodiversité
La diversité des espèces et des gènes dans les communautés écologiques affecte le fonctionnement  des communautés. Les deux principaux domaines où l'effet de la biodiversité sur le fonctionnement de l'écosystème ont été étudiés, sont la relation entre la diversité et la productivité, et la relation entre la diversité et la stabilité de la communauté. Plus des communautés  biologiques sont diverses, plus elles semblent être productives (en termes de production de biomasse), et plus elles semblent être stables face à des perturbations que les communautés moins diverses.

## Définitions
La biodiversité est définie comme le nombre et/ou l'uniformité des gènes, des espèces et des écosystèmes dans une région. Cette définition inclut la diversité génétique, ou la diversité des gènes au sein des espèces, la diversité des espèces, ou de la diversité des espèces au sein d'un habitat ou d'une région, et la diversité des écosystèmes, ou de la diversité des habitats au sein d'une région.
Deux éléments sont fréquemment mesurés dans la relation entre la biodiversité et le fonctionnement des écosystèmes, soit la productivité et la stabilité. La productivité est généralement mesurée par le total de la biomasse produite par toutes les plantes dans une zone, soit la productivité primaire.
La stabilité d'une population est une mesure supposant que plus la stabilité est élevée, moins il y a de chance d'extinction. Cette façon de percevoir la stabilité est généralement évaluée par la mesure de la variabilité de l'ensemble des propriétés de la communauté, comme la biomasse totale, au cours du temps. La stabilité peut aussi être perçue comme une mesure de la résilience et de résistance, c'est-à-dire un écosystème qui se retourne rapidement à un équilibre après une perturbation (résilience) ou qui résiste à une perturbation (résistance).

## Hypothèses soutenant un effet de la biodiversité sur la productivité

### Effet de complémentarité de niche
L'effet de complémentarité de niche soutient que lorsque la richesse spécifique (nombre d'espèces différentes dans un écosystème) augmente, une gamme plus large de traits fonctionnels sera représentée, ce qui engendrera une utilisation plus efficace des ressources du milieu, donc une augmentation de la productivité. L'effet de complémentarité de niche est le résultat du partitionnement de la niche,.

### Facilitation
La facilitation est un mécanisme par lequel certaines espèces aident ou permettent d'autres espèces de s'établir et/ou de croître en modifiant les conditions environnementales de façon qu'elles soient favorables à une concurrence des espèces. Par exemple, certaines plantes vivaces désertiques agissent comme plantes compagnes, favorisant le développement de plantes voisines en minimisant le stress hydrique et de températures.

### Effet d'échantillonnage
L'effet d'échantillonnage ou l'effet de sélection soutient que l'augmentation de la richesse spécifique augmente la probabilité d'inclure des espèces ayant des traits dominants, ayant des effets démesurés sur le fonctionnement de l'écosystème. L'effet de sélection peut donc avoir un effet positif comme négatif sur le fonctionnement de l'écosystème. Il est maintenant considéré que pour qu’une seule espèce ait un effet dominant sur le fonctionnement de l’écosystème, celle-ci doit modifier le rendement/performance des autres espèces par des interactions biotiques comme la compétition et la facilitation. 

### Hypothèse mass/ratio
L'hypothèse mass/ratio décrit que l’effet d’une espèce dans le fonctionnement d’un écosystème au niveau de la transformation de la matière et de la circulation de l’énergie est proportionnel à leur contribution à la biomasse de la communauté 

## Hypothèses soutenant un effet de la biodiversité sur la stabilité

### Redondance fonctionnelle
La redondance fonctionnelle consiste en la répétition d’espèces ayant les mêmes fonctions sur l’écosystème (espèces redondantes). La disparition d’une ou de plusieurs espèces redondantes n’affecte pas l’écosystème d’une façon significative puisque les espèces redondantes restantes compensent la perte. Donc, plus grand est le nombre d’espèces fonctionnellement similaire dans un écosystème, plus grande est la probabilité qu’au moins une de ces espèces survivent aux changements de l’environnement et maintiennent les propriétés de l’écosystème.

### Assurance fonctionnelle
L'assurance fonctionnelle soutient que plus grandes sont les variations de réponse entre les espèces dans une communauté, plus bas est le niveau de richesse spécifique requis pour agir comme tampon pour l’écosystème. La variation de réponse entre les espèces agit comme police d’assurance pour l’écosystème, puisque plus grande est la richesse fonctionnelle, plus grandes sont les probabilités qu’au moins une espèce réponde différemment aux variations environnementales et aux perturbations.    

### Effet de moyenne statistique
L'effet portfolio ou l'effet de moyenne statistique décrit que les propriétés de la stabilité d’une communauté agrégée comme la productivité de biomasse augmentent avec la diversité d’espèces, simplement, parce que la moyenne statistique de la propriété des espèces[pas clair]. Cet effet est inspiré des portfolios financiers, selon lesquels la variance d’un système sera plus faible que celle de ses constituants plus le nombre de constituants augmente ; donc moins c'est variable, plus c'est stable.

### Effet de covariance
L'effet de covariance soutient que la stabilité temporelle d’une communauté dépend aussi des interactions entre les espèces, plus spécifiquement de leur covariance. La covariance mesure comment deux espèces varient conjointement. Lorsque la covariance est positive alors les deux espèces varient (augmentent, diminuent) ensemble ; tandis que lorsque la covariance est négative, une espèce a tendance à augmenter alors que l’autre diminue. Si la covariance est nulle, alors les espèces varient indépendamment ou ne varient pas. En considérant l'équation de stabilité proposée par Clarence (2000), lorsque la somme des covariances diminue tandis que la diversité diminue, la stabilité de la communauté augmente.
{\displaystyle S_{T}={\frac {\mu _{T}}{\sigma _{T}}}={\frac {\sum Abondance}{\sqrt {\sum Variance+\sum Covariance}}}}